# Volo Middle East Airlines 438
Il volo Middle East Airlines 438, un Boeing 720B, indicativo di chiamata CEDAR JET 438, era un volo passeggeri internazionale partito da Beirut, Libano, a Muscat, nell'Oman, con scalo ad Abu Dhabi, Emirati Arabi Uniti. Il 1º gennaio 1976 l'aereo che operava il volo fu distrutto da una bomba, uccidendo tutte le 81 persone a bordo. Gli attentatori non furono mai identificati.

## L'aereo
L'aereo coinvolto era un Boeing 720-023B (numero di serie 18020 e seriale 165). Il suo primo volo si svolse il 23 settembre 1960. L'aereo era stato registrato come N7534A e consegnato all'American Airlines il 10 ottobre dello stesso anno. Nel luglio 1971 l'American Airlines vendette l'aereo per la riparazione. Il 3 marzo 1972 fu venduto alla Middle East Airlines, che lo registrò come OD-AFT. L'aereo era alimentato da quattro motori turboreattori Pratt & Whitney JT3D-1-MC7 con raffreddamento ad acqua e una spinta di 17.000 libbre ciascuno

## L'esplosione
Il volo ME438 era un volo passeggeri partito da Beirut e diretto a Muscat, con scalo a Dubai. Con 15 membri dell'equipaggio e 66 passeggeri (altre fonti dissero che erano presenti 67 passeggeri) a bordo, il volo 438 partì da Beirut. Poco prima dell'alba si stava avvicinando a Dubai quando alle 05:30, 1 ora e 40 minuti dopo la partenza, una bomba esplose nella sezione anteriore della stiva. L'aereo si ruppe ad un'altitudine di 11.300 metri (37.100 piedi) schiantandosi a 37 km (23 miglia) a nord-ovest di Al Qaysumah, in Arabia Saudita. L'incidente risultò il disastro aereo più mortale avvenuto in Arabia Saudita in quel momento, ed è ora il sesto più mortale. È anche il secondo peggior disastro aereo coinvolgente il Boeing 720, dopo il volo Pakistan International Airlines 705.

## L'indagine
Secondo diversi rapporti, non confermati, la bomba era stata piazzata a bordo da militanti dell'Oman. Il timer della bomba era impostato in modo che l'esplosione avvenisse dopo l'atterraggio all'aeroporto di Muscat, il che significava che l'obiettivo dei militanti non era uccidere i passeggeri. Il volo 438 doveva essere originariamente operato da un Boeing 747, ma era stato scoperto un malfunzionamento tecnico che richiese l'utilizzo di un Boeing 720. L'imbarco e il carico dei bagagli ritardarono il volo, causando l'esplosione anticipata della bomba mentre l'aereo era ancora a quota di crociera.